# Attonda aroana
Attonda aroana är en fjärilsart som beskrevs av Bethune-Baker 1906. Attonda aroana ingår i släktet Attonda och familjen nattflyn. Inga underarter finns listade i Catalogue of Life.